# Джонсонвілл (Іллінойс)
Джонсонвілл (англ. Johnsonville) — селище (англ. village) в США, в окрузі Вейн штату Іллінойс. Населення — 72 особи (2020).

## Географія
Джонсонвілл розташований за координатами 38°31′15″ пн. ш. 88°32′18″ зх. д. / 38.52083° пн. ш. 88.53833° зх. д. (38.520789, -88.538256).  За даними Бюро перепису населення США в 2010 році селище мало площу 0,55 км², уся площа — суходіл.

## Демографія
Згідно з переписом 2010 року, у селищі мешкало 77 осіб у 26 домогосподарствах у складі 18 родин. Густота населення становила 140 осіб/км².  Було 30 помешкань (55/км²).
Расовий склад населення:
| - 88,3 % — білих - 3,9 % — корінних американців - 2,6 % — азіатів - 2,6 % — осіб інших рас |

До двох чи більше рас належало 2,6 %. Частка іспаномовних становила 2,6 % від усіх жителів.
За віковим діапазоном населення розподілялося таким чином: 39,0 % — особи молодші 18 років, 42,8 % — особи у віці 18—64 років, 18,2 % — особи у віці 65 років та старші. Медіана віку мешканця становила 28,8 року. На 100 осіб жіночої статі у селищі припадало 67,4 чоловіків;  на 100 жінок у віці від 18 років та старших — 67,9 чоловіків також старших 18 років.
Середній дохід на одне домашнє господарство  становив 44 679 доларів США (медіана — 31 071), а середній дохід на одну сім'ю — 60 273 долари (медіана — 44 583). За межею бідності перебувало 47,4 % осіб, у тому числі 100,0 % дітей у віці до 18 років та 0,0 % осіб у віці 65 років та старших.
Цивільне працевлаштоване населення становило 21 осіб. Основні галузі зайнятості: виробництво — 33,3 %, транспорт — 23,8 %, освіта, охорона здоров'я та соціальна допомога — 14,3 %, сільське господарство, лісництво, риболовля — 14,3 %.